# Primera Liga de Croacia
La Primera Liga de Croacia (en croata: Prva Hrvatska Nogometna Liga, también conocida como Prva HNL, 1. HNL o MAXtv Prva Liga por motivos de patrocinio), es la competición de mayor categoría en el sistema de ligas de fútbol de Croacia. Está organizada por la Federación Croata de Fútbol.
Se creó cuando Croacia se independizó de Yugoslavia, y su primera temporada se disputó en 1992. La Prva HNL cuenta con 16 participantes, que disputan sus partidos entre julio y mayo.
En toda su historia, solo cuatro equipos han ganado la liga alguna vez, Dinamo Zagreb con 25 ligas, Hajduk Split con seis, HNK Rijeka con dos y NK Zagreb con una.

## Historia
Antes de que se creara la Prva HNL, Croacia contó con una liga entre 1941 y 1945, cuando fue un estado títere durante la Segunda Guerra Mundial. Tan pronto como terminó la guerra, se produjo la unificación de Yugoslavia y los clubes croatas se integraron en el nuevo campeonato nacional.
La disolución de Yugoslavia en los años 1990 provocó que la Primera Liga de Yugoslavia desapareciera en 1992. Croacia proclamó su independencia el 12 de enero de 1992, y la mayoría de los clubes croatas reconocieron a la Federación Croata de Fútbol, que se puso manos a la obra para constituir un nuevo torneo de liga lo antes posible. El 29 de febrero de 1992 comenzó la primera temporada de la Prva HNL, que contó con 12 equipos invitados por la federación. Entre ellos estaban los dos mejores clubes del fútbol croata durante la era yugoslava, Dinamo Zagreb —renombrado HAŠK Građanski— y Hajduk Split. El primer campeón fue Hajduk Split. Debido a la guerra de independencia se aceleraron los procesos para constituir el torneo propio, con un calendario de febrero a junio en lugar del habitual sistema europeo, y muchos clubes no pudieron jugar en sus campos habituales porque sus ciudades estaban siendo atacadas.
Con el reconocimiento por parte de la UEFA, la temporada 1992-93 de la Prva HNL fue la primera en la que sus mejores podrían jugar competiciones europeas. El torneo se amplió a 16 equipos, y un año después creció hasta los 18. No hubo descensos a otras categorías hasta la temporada 1994-95, cuando el sistema de divisiones del fútbol croata se consolidó. Con el paso de los años la Prva HNL fue adquiriendo distintos formatos, que derivaron en una división con 12 clubes. Aunque en el año 2009-10 se produjo la última ampliación a 16 clubes, los problemas económicos de las entidades hicieron que la Federación volviera a los 12 a partir de 2012.
Durante toda su historia, la Prva HNL ha estado dominada por el Dinamo Zagreb y Hajduk Split. El primer y único equipo que ganó la liga al margen de estas dos entidades fue el NK Zagreb, que consiguió vencer en la temporada 2001-02 con una plantilla en la que estaba Ivica Olić, máximo goleador del año, y entrenada por Zlatko Kranjčar.

## Formato
La temporada de la liga croata se celebra desde julio hasta mayo, fechas estándar del fútbol europeo. Su formato es de dos rondas entre los 10 equipos que forman la primera categoría, que juegan todos contra todos, en tres ruedas. Se puntúa sobre la base de las reglas de la UEFA con 3 puntos para el vencedor, ninguno para el perdedor y 1 en caso de empate. En total, cada equipo tiene que haber disputado 33 partidos al terminar la temporada.
El equipo que termina en primera posición se proclama campeón de Liga. Si dos equipos empatan a puntos, se desempata mediante la diferencia de goles o, solo en caso de persistir, por el mayor número de goles anotados. En la temporada 2011-12 está previsto que desciendan cinco clubes, para reducir el número de participantes a 12 el próximo año.
Los equipos que ascienden a Prva HNL deben cumplir una serie de requisitos económicos para subir de categoría, y presentar un aval a la Federación. Si no lo hacen, su plaza es ocupada por el equipo con más puntos de entre los descendidos. En 2011-12 sólo ascendió un equipo, el NK Lučko, porque los demás no presentaron sus avales a tiempo.

### Competiciones europeas
El campeón de liga se clasifica para la UEFA Champions League, y parte desde la segunda fase de la ronda de clasificación. El segundo clasificado juega la UEFA Europa League a partir de la tercera ronda de clasificación, al igual que el campeón de la Copa, mientras que el tercero lo hace desde la segunda ronda de clasificación.

## Equipos participantes 2025-26
| Club             | Ciudad        | Estadio                          | Capacidad |
| ---------------- | ------------- | -------------------------------- | --------- |
| Dinamo Zagreb    | Zagreb        | Stadion Maksimir                 | 24,851    |
| HNK Gorica       | Velika Gorica | Stadion Radnik                   | 4,536     |
| HNK Hajduk Split | Split         | Stadion Poljud                   | 33,987    |
| NK Istra 1961    | Pula          | Stadion Aldo Drosina             | 9,921     |
| NK Lokomotiva    | Zagreb        | Stadion Kranjčevićeva1           | 3,690     |
| NK Osijek        | Osijek        | Opus Arena                       | 13,356    |
| HNK Rijeka       | Rijeka        | Stadion Rujevica                 | 8,191     |
| NK Slaven Belupo | Koprivnica    | Stadion Ivan Kušek-Apaš          | 3,054     |
| NK Varaždin      | Varaždin      | Stadion Varteks                  | 8,818     |
| HNK Vukovar'91   | Vukovar       | Gradski stadion u Borovu Naselju | 6.000     |

## Palmarés
| Temporada | Campeón        | Subcampeón        | Tercero              | Máximo goleador           | Club                    | Goles |
| --------- | -------------- | ----------------- | -------------------- | ------------------------- | ----------------------- | ----- |
| 1992      | Hajduk Split   | NK Zagreb         | NK Osijek            | Ardian Kozniku            | Hajduk Split            | 12    |
| 1992-93   | Croacia Zagreb | Hajduk Split      | NK Zagreb            | Goran Vlaović             | Croacia Zagreb          | 23    |
| 1993-94   | Hajduk Split   | NK Zagreb         | Croacia Zagreb       | Goran Vlaović             | Croacia Zagreb          | 29    |
| 1994-95   | Hajduk Split   | Croacia Zagreb    | NK Osijek            | Robert Špehar             | NK Osijek               | 23    |
| 1995-96   | Croacia Zagreb | Hajduk Split      | Varteks Varaždin     | Igor Cvitanović           | Croacia Zagreb          | 19    |
| 1996-97   | Croacia Zagreb | Hajduk Split      | Hrvatski Dragovoljac | Igor Cvitanović           | Croacia Zagreb          | 20    |
| 1997-98   | Croacia Zagreb | Hajduk Split      | NK Osijek            | Mate Baturina             | NK Zagreb               | 18    |
| 1998-99   | Croacia Zagreb | HNK Rijeka        | Hajduk Split         | Joško Popović             | HNK Šibenik             | 21    |
| 1999-00   | Dinamo Zagreb  | Hajduk Split      | NK Osijek            | Tomo Šokota               | Dinamo Zagreb           | 21    |
| 2000-01   | Hajduk Split   | Dinamo Zagreb     | NK Osijek            | Tomo Šokota               | Dinamo Zagreb           | 20    |
| 2001-02   | NK Zagreb      | Hajduk Split      | Dinamo Zagreb        | Ivica Olić                | NK Zagreb               | 21    |
| 2002-03   | Dinamo Zagreb  | Hajduk Split      | Varteks Varaždin     | Ivica Olić                | Dinamo Zagreb           | 16    |
| 2003-04   | Hajduk Split   | Dinamo Zagreb     | HNK Rijeka           | Robert Špehar             | NK Osijek               | 18    |
| 2004-05   | Hajduk Split   | Inter Zaprešić    | NK Zagreb            | Tomislav Erceg            | HNK Rijeka              | 17    |
| 2005-06   | Dinamo Zagreb  | HNK Rijeka        | Varteks Varaždin     | Ivan Bošnjak              | Dinamo Zagreb           | 22    |
| 2006-07   | Dinamo Zagreb  | Hajduk Split      | NK Zagreb            | Eduardo da Silva          | Dinamo Zagreb           | 34    |
| 2007-08   | Dinamo Zagreb  | Slaven Belupo     | NK Osijek            | Želimir Terkeš            | NK Zadar                | 21    |
| 2008-09   | Dinamo Zagreb  | Hajduk Split      | HNK Rijeka           | Mario Mandžukić           | Dinamo Zagreb           | 16    |
| 2009-10   | Dinamo Zagreb  | Hajduk Split      | Cibalia Vinkovci     | Davor Vugrinec            | NK Zagreb               | 18    |
| 2010-11   | Dinamo Zagreb  | Hajduk Split      | RNK Split            | Ivan Krstanović           | NK Zagreb               | 19    |
| 2011-12   | Dinamo Zagreb  | Hajduk Split      | Slaven Belupo        | Fatos Bećiraj             | Dinamo Zagreb           | 15    |
| 2012-13   | Dinamo Zagreb  | Lokomotiva Zagreb | HNK Rijeka           | Leon Benko                | HNK Rijeka              | 18    |
| 2013-14   | Dinamo Zagreb  | HNK Rijeka        | Hajduk Split         | Duje Čop                  | Dinamo Zagreb           | 22    |
| 2014-15   | Dinamo Zagreb  | HNK Rijeka        | Hajduk Split         | Andrej Kramarić           | HNK Rijeka              | 21    |
| 2015-16   | Dinamo Zagreb  | HNK Rijeka        | Hajduk Split         | Ilija Nestorovski         | Inter Zaprešić          | 25    |
| 2016-17   | HNK Rijeka     | Dinamo Zagreb     | Hajduk Split         | Márkó Futács              | Hajduk Split            | 18    |
| 2017-18   | Dinamo Zagreb  | HNK Rijeka        | Hajduk Split         | El Arbi Hillel Soudani    | Dinamo Zagreb           | 17    |
| 2018-19   | Dinamo Zagreb  | HNK Rijeka        | NK Osijek            | Mijo Caktaš               | Hajduk Split            | 19    |
| 2019-20   | Dinamo Zagreb  | Lokomotiva Zagreb | HNK Rijeka           | Antonio Čolak Mijo Caktaš | HNK Rijeka Hajduk Split | 20    |
| 2020-21   | Dinamo Zagreb  | NK Osijek         | HNK Rijeka           | Ramón Miérez              | NK Osijek               | 22    |
| 2021-22   | Dinamo Zagreb  | Hajduk Split      | NK Osijek            | Marko Livaja              | Hajduk Split            | 28    |
| 2022-23   | Dinamo Zagreb  | Hajduk Split      | NK Osijek            | Marko Livaja              | Hajduk Split            | 19    |
| 2023-24   | Dinamo Zagreb  | HNK Rijeka        | Hajduk Split         | Ramón Miérez              | NK Osijek               | 18    |
| 2024-25   | HNK Rijeka     | Dinamo Zagreb     | Hajduk Split         | Marko Livaja              | Hajduk Split            | 19    |

## Títulos por club
| Club                    | Títulos | Subtítulos | Tercero | Años de los campeonatos |
| ----------------------- | ------- | ---------- | ------- | --- |
| GNK Dinamo Zagreb       | 25      | 5          | 2       | 1993, 1996, 1997, 1998, 1999, 2000, 2003, 2006, 2007, 2008, 2009, 2010, 2011, 2012, 2013, 2014, 2015, 2016, 2018, 2019, 2020, 2021, 2022, 2023, 2024 |
| HNK Hajduk Split        | 6       | 14         | 8       | 1992, 1994, 1995, 2001, 2004, 2005 |
| HNK Rijeka              | 2       | 8          | 5       | 2017, 2025 |
| NK Zagreb               | 1       | 2          | 3       | 2002 |
| NK Lokomotiva Zagreb    | –       | 2          | –       | --- |
| NK Osijek               | –       | 1          | 9       | --- |
| NK Slaven Belupo        | –       | 1          | 1       | --- |
| NK Inter Zaprešić       | –       | 1          | –       | --- |
| NK Varteks Varaždin †   | –       | –          | 3       | --- |
| NK Hrvatski Dragovoljac | –       | –          | 1       | --- |
| HNK Cibalia Vinkovci    | –       | –          | 1       | --- |
| RNK Split               | –       | –          | 1       | --- |

- † Equipo desaparecido.

## Estadísticas

### Goleadores históricos
Los siguientes son los máximos goleadores en la historia de la Prva HNL, desde su instauración en 1992 hasta finalizada la temporada 2013-14. El ex Dinamo Zagreb delantero Igor Cvitanović tenía el récord de más goles Prva HNL con 126 hasta abril de 2012. Cvitanović terminó entre los diez mejores goleadores en 7 de sus 11 temporadas en la Prva HNL y ganó el título de máximo goleador dos veces. Durante la temporada 1997-98 se convirtió en el primer jugador en anotar 100 goles Prva HNL. El 14 de abril de 2012, Davor Vugrinec anotó su gol 127.º y superó el récord de Cvitanović. Solo otros dos jugadores han alcanzado la marca de los 100 goles, Joško Popović y Miljenko Mumlek.
Desde la primera temporada de la Prva HNL en 1992, dieciocho jugadores diferentes han ganado el título de máximos goleadores. Goran Vlaović, Robert Špehar, Igor Cvitanović, Tomislav Šokota e Ivica Olić ha ganado dos títulos cada uno. Dinamo Zagreb proporciona la mayoría de los máximos goleadores en la Prva HNL, sus delanteros encabezan la tabla en doce oportunidades. Eduardo da Silva tiene el récord de más goles en una temporada (34) - jugando para el Dinamo Zagreb en la temporada 2006-07.
El Dinamo Zagreb se convirtió en el primer equipo que ha anotado 1000 goles en la liga después que Etto anotó en la victoria por 4-0 sobre el NK Zagreb en la temporada 2005-06. Hajduk Split es el único otro equipo que ha llegado a la marca de 1000 goles. El partido más anotador hasta la fecha en la Prva HNL ocurrió el 12 de diciembre de 1993, cuando Dinamo Zagreb venció al NK Pazinka 10-1.
| Rank | Jugador         | Goles |
| ---- | --------------- | ----- |
| 1    | Davor Vugrinec  | 146   |
| 2    | Igor Cvitanović | 126   |
| 3    | Ivan Krstanović | 123   |
| 4    | Joško Popović   | 111   |
| 5    | Miljenko Mumlek | 106   |
| 6    | Mijo Caktaš     | 101   |
| 7    | Tomislav Erceg  | 98    |
| 8    | Nino Bule       | 89    |
| 9    | Robert Špehar   | 88    |
| 10   | Renato Jurčec   | 85    |

### Partidos disputados
| Rank                               | Jugador            | Apariciones |
| ---------------------------------- | ------------------ | ----------- |
| 1                                  | Jakov Surać        | 478         |
| 2                                  | Miljenko Mumlek    | 399         |
| 3                                  | Damir Vuica        | 372         |
| 4                                  | Krunoslav Rendulić | 368         |
| 5                                  | Ivan Krstanović    | 346         |
| 6                                  | Davor Vugrinec     | 340         |
| 7                                  | Mladen Bartolović  | 338         |
| 8                                  | Josip Bulat        | 318         |
| 9                                  | Damir Krznar       | 315         |
| 10                                 | Nino Bule          | 310         |
| Actualizado al 31 de enero de 2024 |                    |             |

## Tabla histórica de puntos
Clasificación histórica que considera desde la temporada inaugural en 1992 hasta finalizada la temporada 2024-25. Solo cuatro clubes han disputado las 34 temporadas consideradas, estos son Dinamo Zagreb, Hajduk Split, NK Osijek y HNK Rijeka.
|  | Clubes en Liga 2025–26 |

| Pos | Club                    | Temp. | Pts  | PD   | PG  | PE  | PP  | GF   | GC   |  |
| --- | ----------------------- | ----- | ---- | ---- | --- | --- | --- | ---- | ---- |  |
| 1   | GNK Dinamo Zagreb       | 34    | 2522 | 1119 | 771 | 209 | 139 | 2685 | 961  |  |
| 2   | HNK Hajduk Split        | 34    | 2099 | 1119 | 615 | 257 | 247 | 2170 | 1155 |  |
| 3   | HNK Rijeka              | 34    | 1839 | 1113 | 517 | 288 | 318 | 1841 | 1379 |  |
| 4   | NK Osijek               | 34    | 1634 | 1119 | 448 | 290 | 381 | 1710 | 1577 |  |
| 5   | NK Slaven Belupo        | 28    | 1181 | 941  | 303 | 268 | 370 | 1205 | 1383 |  |
| 6   | NK Zagreb               | 24    | 1043 | 759  | 286 | 185 | 288 | 1163 | 1160 |  |
| 7   | NK Varaždin (1931–2015) | 21    | 870  | 654  | 243 | 142 | 269 | 1047 | 1076 |  |
| 8   | HNK Cibalia             | 22    | 818  | 699  | 210 | 188 | 301 | 848  | 1101 |  |
| 9   | HNK Šibenik             | 22    | 794  | 706  | 206 | 178 | 322 | 824  | 1095 |  |
| 10  | NK Lokomotiva           | 16    | 747  | 555  | 292 | 141 | 212 | 744  | 752  |  |
| 11  | NK Inter Zaprešić       | 20    | 739  | 647  | 193 | 160 | 294 | 783  | 1045 |  |
| 12  | NK Istra 1961           | 19    | 675  | 652  | 162 | 198 | 302 | 677  | 971  |  |
| 13  | NK Zadar                | 20    | 649  | 597  | 169 | 142 | 286 | 741  | 1159 |  |
| 14  | NK Hrvatski Dragovoljac | 10    | 360  | 319  | 90  | 80  | 149 | 355  | 494  |  |
| 15  | HNK Gorica              | 7     | 326  | 252  | 85  | 67  | 100 | 268  | 295  |  |
| 16  | RNK Split               | 7     | 312  | 237  | 81  | 69  | 87  | 253  | 262  |  |
| 17  | NK Istra                | 7     | 243  | 215  | 65  | 48  | 102 | 215  | 312  |  |
| 18  | NK Kamen Ingrad         | 6     | 217  | 191  | 59  | 40  | 92  | 314  | 386  |  |
| 19  | HNK Segesta Sisak       | 5     | 207  | 160  | 55  | 42  | 63  | 197  | 206  |  |
| 20  | NK Marsonia             | 6     | 202  | 190  | 53  | 43  | 94  | 269  | 416  |  |
| 21  | NK Varaždin 12          | 5     | 201  | 180  | 48  | 57  | 75  | 165  | 202  |  |
| 22  | NK Međimurje            | 5     | 150  | 160  | 40  | 30  | 90  | 227  | 390  |  |
| 23  | HNK Suhopolje           | 4     | 128  | 108  | 34  | 26  | 48  | 119  | 149  |  |
| 24  | NK Karlovac             | 3     | 112  | 90   | 29  | 26  | 35  | 82   | 103  |  |
| 25  | NK Belišće              | 3     | 93   | 94   | 24  | 21  | 49  | 115  | 170  |  |
| 26  | HNK Dubrovnik           | 3     | 77   | 86   | 18  | 23  | 45  | 54   | 133  |  |
| 27  | NK Pomorac Kostrena     | 2     | 72   | 62   | 19  | 15  | 28  | 78   | 93   |  |
| 28  | NK Čakovec              | 2     | 71   | 62   | 19  | 14  | 29  | 78   | 109  |  |
| 29  | NK Pazinka              | 2     | 65   | 64   | 15  | 20  | 29  | 71   | 95   |  |
| 30  | NK Rudeš                | 3     | 63   | 108  | 14  | 21  | 73  | 89   | 227  |  |
| 31  | NK Primorac 1929        | 2     | 60   | 64   | 18  | 17  | 29  | 69   | 103  |  |
| 32  | NK Croatia Sesvete      | 2     | 39   | 63   | 9   | 13  | 41  | 61   | 147  |  |
| 33  | NK Radnik Velika Gorica | 2     | 33   | 64   | 12  | 9   | 43  | 47   | 161  |  |
| 34  | NK Samobor              | 1     | 32   | 32   | 9   | 5   | 18  | 34   | 55   |  |
| 35  | NK Lučko                | 1     | 31   | 30   | 6   | 13  | 11  | 29   | 36   |  |
| 36  | HNK Vukovar '91         | 1     | 30   | 33   | 7   | 9   | 17  | 32   | 56   |  |
| 37  | NK Dubrava              | 1     | 30   | 34   | 7   | 9   | 18  | 28   | 63   |  |
| 38  | HNK Orijent 1919        | 1     | 26   | 30   | 5   | 11  | 14  | 28   | 53   |  |
| 39  | NK Neretva              | 1     | 23   | 30   | 4   | 11  | 15  | 20   | 44   |  |
| 40  | NK TŠK Topolovac        | 1     | 14   | 30   | 4   | 2   | 24  | 31   | 95   |  |
| 41  | HNK Vukovar 1991        | 0     | 0    | 0    | 0   | 0   | 0   | 0    | 0    |  |